# Giorgi Mesjvildisjvili
Giorgi Mesjvildisjvili (georgiska: გიორგი მეშვილდიშვილი, azerbajdzjanska: Giorgi Meşvildişvili), född 13 maj 1992, är en georgisk-azerisk brottare som tävlar i fristil.

## Karriär
Vid EM 2025 i Bratislava tog Mesjvildisjvili guld i 125 kg-klassen efter att ha besegrat georgiske Solomon Manashvili i finalen.